# Rudolf Walther (Historiker)
Rudolf Walther (* 1944 in Uznach (Schweiz)) ist ein deutscher Historiker und freier Publizist. Er arbeitet für deutsche und Schweizer Zeitungen und lebt in Frankfurt am Main.

## Leben und Werk
Rudolf Walther studierte Geschichte, Philosophie und Germanistik in Basel und Frankfurt am Main, wo er seit 1972 lebt.
Nach seiner Promotion arbeitete Rudolf Walther von 1972 bis 1997 als Redakteur und Autor des Lexikons Geschichtliche Grundbegriffe. Seit 1994 ist er als freier Autor und Publizist tätig. Seine Essays, Porträts und Kommentare liegen in fünf Bänden unter dem Titel Aufgreifen, begreifen, angreifen vor. Er verfasste zusammen mit Werner Bartens und Martin Halter 2002 sein Letztes Lexikon mit einem Essay zur Epoche der Enzyklopädien, in dem die Autoren 38 deutsche Lexika aus 300 Jahren (von 1732 bis 1999) sichteten und einen Querschnitt erstellten.
1993 erhielt Rudolf Walther den internationalen Joseph-Roth-Preis für Publizistik.